# Шиботн
Шиботн (норв. Skibotn, северносаам. Ivgubahta, фин. Markkina) — деревня на севере Норвегии, в муниципалитете Стурфьорд фюльке Тромс. 
Расположена при пересечении Европейских маршрутов Е06 и Е08, примерно в 50 км к северо-западу от финской деревни Килписъярви. Деревня находится в долине, окружённой горами. Река Шиботнэльва впадает в районе деревни во фьорд. 
Местность известна сухим климатом. Ввиду почти постоянно безоблачного неба здесь располагается астрофизическая обсерватория.
Население по данным на январь 2011 года составляет 501 человек.